# Ringwall Grünbürg

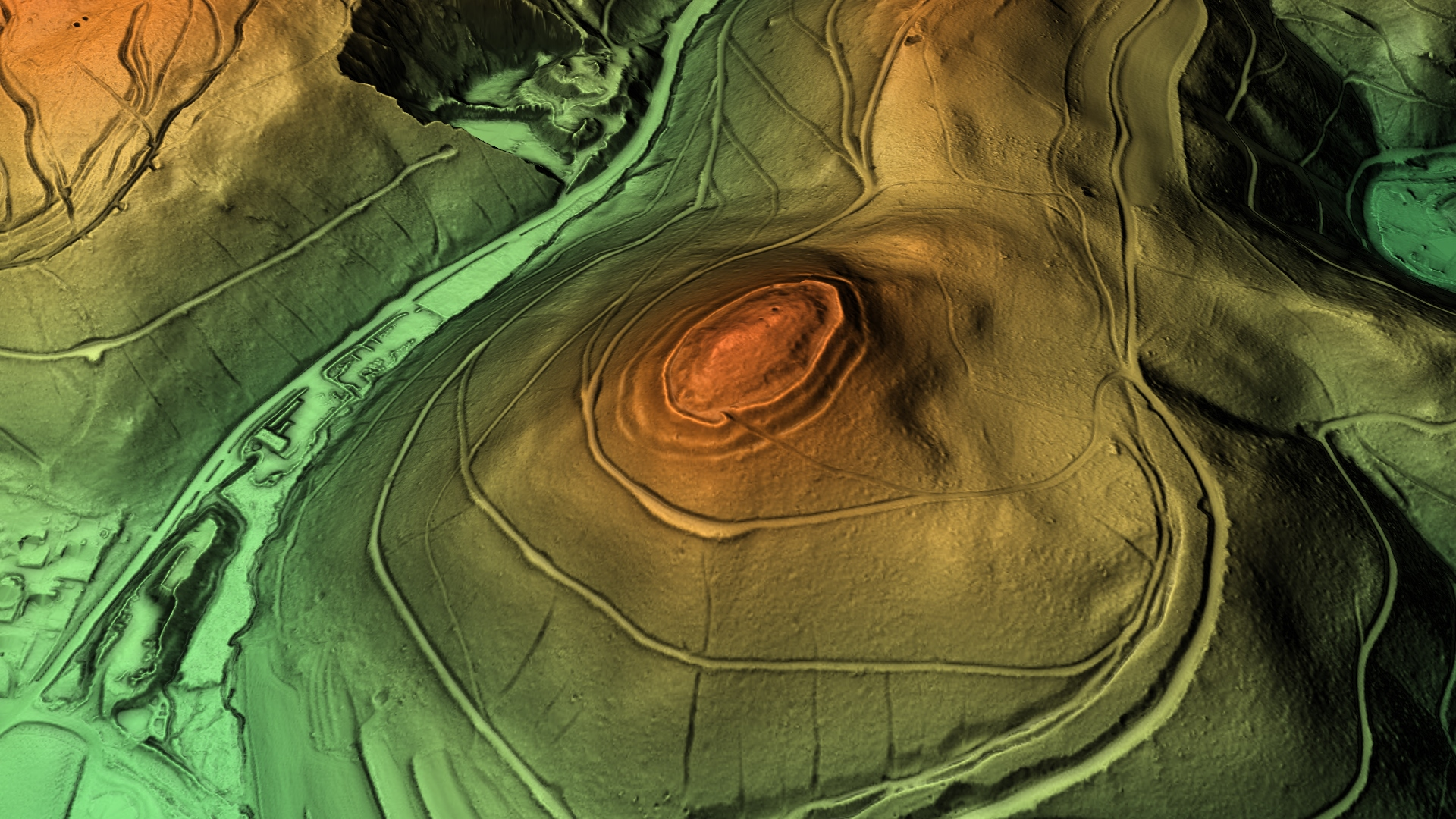
3D-Ansicht des digitalen Geländemodells

Der Ringwall Grünbürg ist eine abgegangene frühmittelalterliche Befestigungsanlage über dem oberfränkischen Stadtsteinach im bayerischen Landkreis Kulmbach.

## Geschichte
Johann Schlund ordnete die Burg 1950 als Teil einer Kette von Fliehburgen, ähnlich dem Staffelberg, ein. Die Anlage ist noch sichtbar von drei Ringwällen umgeben und es haben sich bislang keine Spuren einer Bebauung des Plateaus gefunden. Bereits seit 1825 haben verschiedene renommierte Forscher vor allem über das Alter der Anlage spekuliert und teilweise Grabungen unternommen. Dabei wurden unter anderem vorgeschichtliche Scherbenfunde gemacht, die mit anderen Indizien darauf hinweisen, dass es sich bei der Grünbürg nicht um eine mittelalterliche Turmhügelburg handelt und sie damit auch nicht die Vorgängerburg der Burg Nordeck war.
Aktuell wird die Befestigung in karolingisch-ottonische Zeit (8.–10. Jahrhundert) datiert. Dafür sprechen neben den aufgefundenen vorgeschichtlichen Keramikscherben die ebenfalls dort gemachten mittelalterlichen keramischen Fundstücke sowie die Konstruktion der Anlage. Die Keramikfunde befinden sich im Landschaftsmuseum Obermain in Kulmbach.

## Beschreibung
Die Wallburg befindet sich auf einer 521 m ü. NHN hohen Bergkuppe, die an drei Seiten durch Steilabfall in enge Seitentäler von Natur aus gut geschützt ist. Die Nordostseite der Kuppe dagegen ist über einen Sattel mit einer benachbarten Erhebung verbunden, fällt nur etwa 40 Höhenmeter ab und steigt anschließend wieder auf bis zu 516 m ü. NHN an.
Die etwa 155 × 85 Meter messende Innenfläche der Anlage hat einen ovalen Grundriss und zieht sich auf einer von Nordost nach Südwest verlaufenden Linie entlang. Ein gut erhaltener Ringwall umschließt diese ovale Fläche auf ihrem gesamten Umfang. Dieser innere Wall hat noch eine Höhe von etwa einem Meter und fällt nach außen etwa vier Meter tief zu einer die Anlage ebenfalls fast komplett umgebenden Geländestufe ab. Auch diese Geländestufe fällt durchschnittlich vier Meter über eine künstlich abgesteilte Böschung ab und es folgt eine dritte Umwehrung. Diese besteht aus einem zweiten, dem äußeren Ringwall, zwischen ihm und der Geländestufe befindet sich zusätzlich ein Hanggraben. Der Wall hat nur noch eine Höhe von etwa einem halben Meter, und endet, wie auch die Geländestufe, im Norden der Anlage.
Die beiden einstigen Zugänge der Befestigung lagen im Norden und im Süden der Anlage. Der nördliche Zugang, der nur noch vom inneren Ringwall gebildet wird, weist leicht zueinander versetzte Wallenden auf, hier hat es sich wohl nur um einen Nebeneingang gehandelt. Das Haupttor lag im Süden des Ringwalls, durch ihn führt auch der heutige Waldweg. Beide Enden des inneren Ringwalls sind dort fünf Meter weit nach innen gezogen und bilden so eine fünf Meter breite Torgasse. Auch die Wallenden des äußeren Walls wurden dort leicht nach innen gebogen.